# Samuel Chukwudi
 (juillet 2025).
Pour les articles homonymes, voir Chukwudi.
Samuel Chukwudi, né le 25 juin 2003, est un footballeur international féroïen qui évolue au poste de défenseur central au SJK Seinäjoki.

## Biographie

### Carrière en club
Samuel Chukwudi est formé par le HB Tórshavn, avec lequel il joue en Championnat des Îles Féroé, avant de rejoindre en 2022 l'Union saint-gilloise qui évolue en première division belge,,,,.

### Carrière en sélection
En novembre 2022, Samuel Chukwudi est convoqué pour la première fois avec l'équipe nationale des îles Féroé,,. Il honore sa première sélection le 16 novembre 2022, lors d'un match amical contre la Tchéquie,.